# Nova Express
Nova Express è un romanzo fantascientifico scritto da William S. Burroughs nel 1964, la cui trama non può essere facilmente descritta.
Nel romanzo viene usata la tecnica del cut-up, che unisce frammenti o testi differenti all'interno del romanzo: tra questi è presente, tra gli altri, La terra desolata di Thomas Stearns Eliot. È il terzo libro della Trilogia Nova composta da La macchina morbida (1961), Il biglietto che esplose (1962) e Nova Express. Pasto nudo è considerato l'antefatto di questi libri.
Nova Express è stato candidato al Premio Nebula per il miglior romanzo nel 1966.

## Influenza culturale
Nova Express è anche il titolo del giornale progressista un cronista del quale viene manipolato nel corso della graphic novel Watchmen di Alan Moore e Dave Gibbons per convincere il Dottor Manhattan di avere causato il cancro in coloro che gli sono stati vicini dopo l'incidente che lo dotò di superpoteri.
Nova Express è stato anche il titolo di una rivista antologica di fumetti edita in Italia dalla Granata Press fra il 1991 e il 1996. Fedele al suo titolo si occupava soprattutto di fumetti 'colti' e d'avanguardia provenienti da tutto il mondo (comics, manga, fumetti italiani e franco-belgi).

## Edizioni
- William S. Burroughs, Nova Express, traduzione di Donatella Manganotti, I Giorni n. 21, SugarCo, 1967,  p. 208.
- William S. Burroughs, Nova Express, traduzione di Donatella Manganotti, collana Tasco.Letteratura n. 24, SugarCo, 1994,  p. 207, ISBN 88-7198-308-4.
- William S. Burroughs, Nova Express, traduzione di Carlo Borriello, Fabula n. 194, Adelphi, 2008,  p. 174, ISBN 978-88-459-2251-0.